# Saint-Macaire-du-Bois
Saint-Macaire-du-Bois est une commune française située dans le département de Maine-et-Loire, en région Pays de la Loire.

## Géographie

### Localisation
Commune angevine du Saumurois, Saint-Macaire-du-Bois se situe à l'ouest du Puy-Notre-Dame, en limite du département des Deux-Sèvres, sur les des routes D 77 Nueil-sur-Layon / Le Puy-Notre-Dame, et D 94 Les Verchers-sur-Layon.

### Climat
Pour des articles plus généraux, voir Climat des Pays de la Loire et Climat de Maine-et-Loire.
En 2010, le climat de la commune est de type climat océanique dégradé des plaines du Centre et du Nord, selon une étude du CNRS s'appuyant sur une série de données couvrant la période 1971-2000. En 2020, Météo-France publie une typologie des climats de la France métropolitaine dans laquelle la commune est exposée à un climat océanique et est dans la région climatique Moyenne vallée de la Loire, caractérisée par une bonne insolation (1 850 h/an) et un été peu pluvieux.
Pour la période 1971-2000, la température annuelle moyenne est de 11,8 °C, avec une amplitude thermique annuelle de 14,4 °C. Le cumul annuel moyen de précipitations est de 609 mm, avec 10,9 jours de précipitations en janvier et 5,9 jours en juillet. Pour la période 1991-2020, la température moyenne annuelle observée sur la station météorologique de Météo-France la plus proche, « Bouille-loretz », sur la commune de Loretz-d'Argenton à 8 km à vol d'oiseau, est de 12,9 °C et le cumul annuel moyen de précipitations est de 606,9 mm,. Pour l'avenir, les paramètres climatiques de la commune estimés pour 2050 selon différents scénarios d'émission de gaz à effet de serre sont consultables sur un site dédié publié par Météo-France en novembre 2022.

## Urbanisme

### Typologie
Au 1er janvier 2024, Saint-Macaire-du-Bois est catégorisée commune rurale à habitat dispersé, selon la nouvelle grille communale de densité à sept niveaux définie par l'Insee en 2022.
Elle est située hors unité urbaine. Par ailleurs la commune fait partie de l'aire d'attraction de Doué-en-Anjou, dont elle est une commune de la couronne,. Cette aire, qui regroupe 7 communes, est catégorisée dans les aires de moins de 50 000 habitants,.

### Occupation des sols
L'occupation des sols de la commune, telle qu'elle ressort de la base de données européenne d’occupation biophysique des sols Corine Land Cover (CLC), est marquée par l'importance des territoires agricoles (86,2 % en 2018), une proportion identique à celle de 1990 (86,2 %). La répartition détaillée en 2018 est la suivante : 
terres arables (43,6 %), zones agricoles hétérogènes (29,6 %), forêts (13,8 %), cultures permanentes (12,2 %), prairies (0,7 %). L'évolution de l’occupation des sols de la commune et de ses infrastructures peut être observée sur les différentes représentations cartographiques du territoire : la carte de Cassini (XVIIIe siècle), la carte d'état-major (1820-1866) et les cartes ou photos aériennes de l'IGN pour la période actuelle (1950 à aujourd'hui).

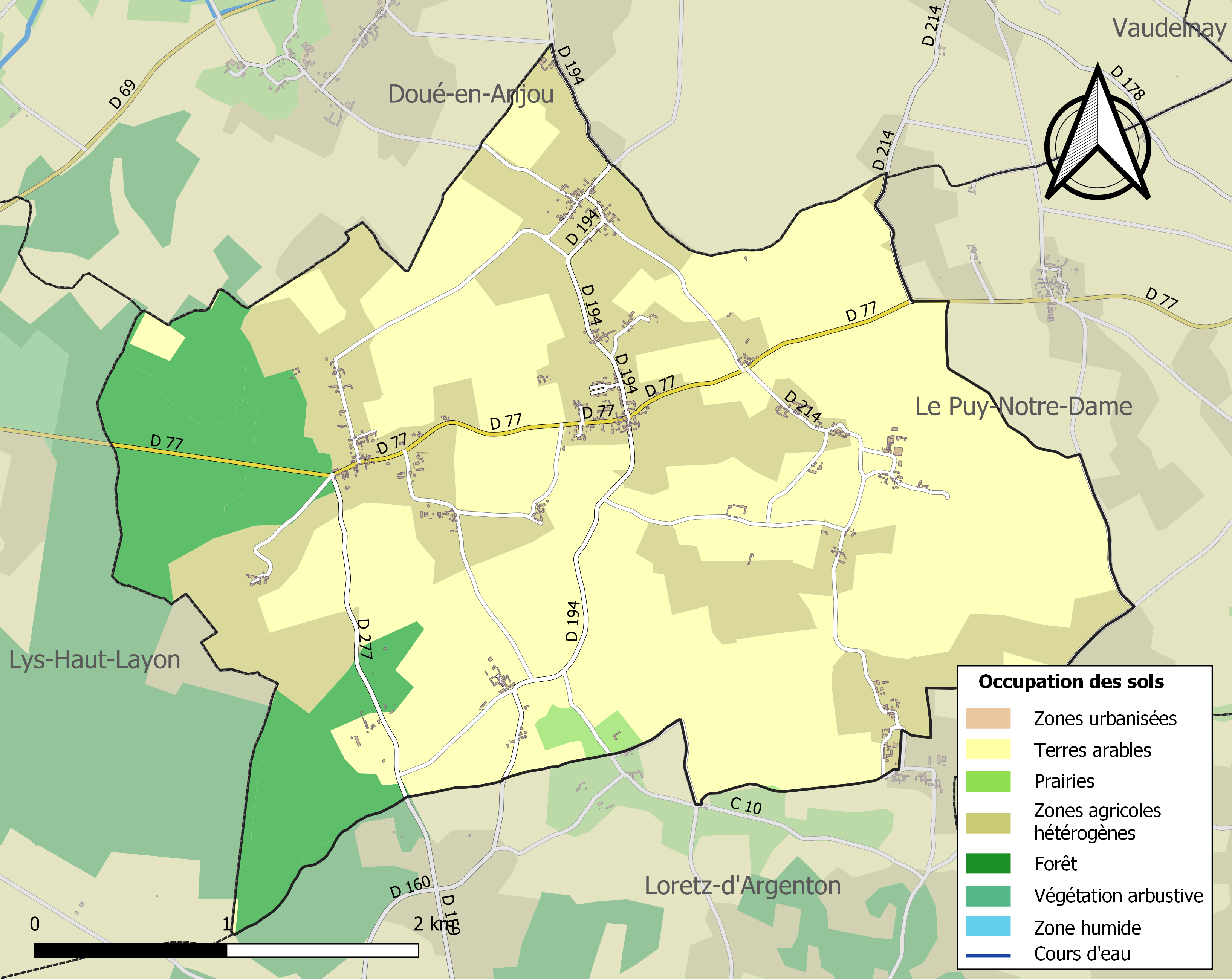
Carte des infrastructures et de l'occupation des sols de la commune en 2018 (CLC).

## Toponymie
Ecclesia Sancti Macharii vers 1300, Saint-Macaire-du-Bois au XVIIe et XVIIIe, également Saint-Macaire-sous-Doué au XVIIe,.

## Histoire
Existant sans doute depuis le Ve siècle et sûrement depuis le XIe siècle (murs de l’église), située dans la Marche commune Anjou-Poitou, la paroisse de Saint-Macaire dépend au XVIIe siècle de l'évêché de Poitiers, de l'archidiaconé de Thouars, de l'élection de Loudun et du district de Saumur, formes anciennes du nom, mais relève au XVIe siècle de la châtellenie et du ressort judiciaire de Thouars et fait partie du bailliage de la Petite Marche.

## Politique et administration

### Administration municipale
| Période                                  | Période                     | Identité              | Étiquette | Qualité |
| ---------------------------------------- | --------------------------- | --------------------- | --------- | ------- |
| 16 février 1790                          | 17 février 1793 (démission) | François Jarry        |           |         |
| 7 avril 1793                             | automne 1796 (démission)    | Félix Pelletier       |           |         |
| 2 avril 1797                             |                             | François Jarry        |           |         |
| 28 mars 1798                             |                             | Louis Abraham         |           |         |
| 2 août 1800                              | 3 avril 1806 (décès)        | François Jarry        |           |         |
| 6 juin 1806                              | 19 avril 1808               | Louis Abraham         |           |         |
| 20 avril 1808                            | 13 juin 1814 (décès)        | René Robert           |           |         |
| 15 mai 1815                              | 23 juin 1815                | René Champion         |           |         |
| 23 juin 1815                             | 8 août 1815                 | Louis Cator           |           |         |
| 8 août 1815                              |                             | René Champion         |           |         |
| 12 décembre 1815                         | 1821                        | Louis Abraham         |           |         |
| 1821                                     | 1835                        | René Dubois           |           |         |
| 1835                                     | 1852                        | Louis-René Marcheteau |           |         |
| 1852                                     | 1855                        | René Champion         |           |         |
| 1855                                     | 1865                        | Jean Billy            |           |         |
| 1865                                     | 1885                        | René Champion         |           |         |
| 1885                                     | 1896                        | Charles Gourin        |           |         |
| 17 mai 1896                              | 1909                        | Auguste Borit         |           |         |
| 21 février 1909                          | 1912                        | Étienne Frappereau    |           |         |
| 19 mai 1912                              | 1919                        | Louis Pias            |           |         |
| 10 décembre 1919                         | 1929                        | Eugène Bigot          |           |         |
| 22 décembre 1929                         | 1971                        | Armand Meignant       |           |         |
| 27 mars 1971                             | 1973                        | Josette Michelet      |           |         |
| 5 septembre 1973                         | 1985                        | Jean Taillée          |           |         |
| 13 février 1985                          | 1995                        | Xavier de Boutray     |           |         |
| juin 1995                                | 2003                        | Christian Béville     |           |         |
| 2003                                     | mai 2020                    | Gabriel Taillée,      |           |         |
| mai 2020                                 | En cours (au 28 mai 2020)   | Pierre de Boutray     |           |         |
| Les données manquantes sont à compléter. |                             |                       |           |         |

### Intercommunalité
La commune est membre de la communauté d'agglomération Saumur Val de Loire depuis la disparition de la communauté d'agglomération de Saumur Loire Développement, elle-même membre du syndicat mixte Pays Saumurois.

## Population et société

### Démographie

#### Évolution démographique
L'évolution du nombre d'habitants est connue à travers les recensements de la population effectués dans la commune depuis 1793. Pour les communes de moins de 10 000 habitants, une enquête de recensement portant sur toute la population est réalisée tous les cinq ans, les populations de référence des années intermédiaires étant quant à elles estimées par interpolation ou extrapolation. Pour la commune, le premier recensement exhaustif entrant dans le cadre du nouveau dispositif a été réalisé en 2007.

En 2022, la commune comptait 442 habitants, en évolution de −3,28 % par rapport à 2016 (Maine-et-Loire : +2,12 %, France hors Mayotte : +2,11 %).
| 1793 | 1800 | 1806 | 1821 | 1831 | 1836 | 1841 | 1846 | 1851 |
| ---- | ---- | ---- | ---- | ---- | ---- | ---- | ---- | ---- |
| 750  | 661  | 718  | 741  | 693  | 676  | 621  | 648  | 636  |

| 1856 | 1861 | 1866 | 1872 | 1876 | 1881 | 1886 | 1891 | 1896 |
| ---- | ---- | ---- | ---- | ---- | ---- | ---- | ---- | ---- |
| 617  | 609  | 579  | 578  | 588  | 585  | 582  | 572  | 568  |

| 1901 | 1906 | 1911 | 1921 | 1926 | 1931 | 1936 | 1946 | 1954 |
| ---- | ---- | ---- | ---- | ---- | ---- | ---- | ---- | ---- |
| 603  | 608  | 571  | 511  | 502  | 526  | 513  | 553  | 513  |

| 1962 | 1968 | 1975 | 1982 | 1990 | 1999 | 2006 | 2007 | 2012 |
| ---- | ---- | ---- | ---- | ---- | ---- | ---- | ---- | ---- |
| 485  | 471  | 403  | 367  | 360  | 388  | 417  | 421  | 456  |

| 2017 | 2022 | - | - | - | - | - | - | - |
| ---- | ---- | - | - | - | - | - | - | - |
| 457  | 442  | - | - | - | - | - | - | - |

#### Pyramide des âges
La population de la commune est relativement jeune.
En 2018, le taux de personnes d'un âge inférieur à 30 ans s'élève à 39,2 %, soit au-dessus de la moyenne départementale (37,2 %). À l'inverse, le taux de personnes d'âge supérieur à 60 ans est de 24,2 % la même année, alors qu'il est de 25,6 % au niveau départemental.
En 2018, la commune compte 233 hommes pour 220 femmes, soit un taux de 51,43 % d'hommes, largement supérieur au taux départemental (48,63 %).
Les pyramides des âges de la commune et du département s'établissent comme suit.
| Hommes | Classe d’âge | Femmes |
| ------ | ------------ | ------ |
| 0,4    | 90 ou +      | 1,4    |
| 7,3    | 75-89 ans    | 11,3   |
| 14,1   | 60-74 ans    | 14,0   |
| 23,5   | 45-59 ans    | 19,9   |
| 11,4   | 30-44 ans    | 18,4   |
| 14,9   | 15-29 ans    | 16,6   |
| 28,4   | 0-14 ans     | 18,4   |

| Hommes | Classe d’âge | Femmes |
| ------ | ------------ | ------ |
| 0,9    | 90 ou +      | 2,1    |
| 7      | 75-89 ans    | 9,5    |
| 16,2   | 60-74 ans    | 16,9   |
| 19,4   | 45-59 ans    | 18,7   |
| 18,2   | 30-44 ans    | 17,5   |
| 18,8   | 15-29 ans    | 17,6   |
| 19,5   | 0-14 ans     | 17,6   |

## Économie
Sur 32 établissements présents sur la commune à fin 2010, 53 % relèvent du secteur de l'agriculture (pour une moyenne de 17 % sur le département), 9 % du secteur de l'industrie, 6 % du secteur de la construction, 22 % de celui du commerce et des services et 9 % du secteur de l'administration et de la santé. Cinq ans plus tard, en 2015, sur les 36 établissements présents, 28 % relèvent du secteur de l'agriculture (pour une moyenne de 11 % sur le département), 3 % du secteur de l'industrie, 8 % de celui de la construction, 50 % du secteur du commerce et des services et 11 % de celui de l'administration et de la santé.

## Culture locale et patrimoine

### Lieux et monuments
La commune est composée de 27 hameaux : L’Humeau de Bray, Le Monis, Les Bouchettes, la Vouie, Chambernou, l’Abbaye de Brignon, la Sablière, La Bafferie, La Haute Bafferie, Les Haies, La Minauderie, La Bournaie, Grenouillon, Bray, Le Bourg, Sanzay, Maison Neuve, la Planche, Le Doyennet, Champs Noirs, La Planche, Bissu, La Gotte Fraiche, Les Ajoncs, La Batardière, Pancon, Les Mousseaux.
Monuments : 
- l'église, en partie du XIe siècle ;
- la chapelle Saint-Augustin-de-Brignon.

### Personnalités liées à la commune
- Joseph Louis Frédéric de Fay (ou Defay), né le 24 novembre 1758 à Saint-Macaire-du-Bois, capitaine au régiment de Picardie, chef chouan, notamment le 14 mars 1794 à Grand-Champ (Morbihan), fait prisonnier le 13 juin 1794 à Noyal-Muzillac, condamné à mort le 16 thermidor an II  (3 août 1794) et exécuté le jour-même Place de la Montagne à Lorient.[réf. nécessaire]